# Gryllacris andamana
Gryllacris andamana är en insektsart som beskrevs av Heinrich Hugo Karny 1928. Gryllacris andamana ingår i släktet Gryllacris och familjen Gryllacrididae. Inga underarter finns listade i Catalogue of Life.